# Chayanisa Chomchuendee
Chayanisa Chomchuendee, auch Sukanya Chomchuendee (* 9. September 1988 in Surin), ist eine thailändische Leichtathletin, die sich auf den Stabhochsprung hat und in dieser Disziplin aktuell Inhaberin des Landesrekords ist.

## Sportliche Laufbahn
Erste internationale Erfahrungen sammelte Chayanisa Chomchuendee 2009 bei den Asienhallenspielen in Hanoi, bei denen sie mit 3,70 m den vierten Platz belegte. Kurz darauf gewann sie bei den Südostasienspielen in Vientiane mit 3,75 m die Bronzemedaille hinter der Malaysierin Roslinda Samsu und Lê Thị Phương aus Vietnam. 2010 belegte sie bei den Asienspielen in Guangzhou mit 3,80 m den sechsten Platz und 2011 schied sie bei den Studentenweltspielen in Shenzhen mit 3,95 m in der Qualifikation aus. Daraufhin nahm sie erneut an den Südostasienspielen in Palembang teil und wurde dort mit 3,80 m Fünfte. Zwei Jahre später gewann sie bei den Asienmeisterschaften in Pune mit 4,15 m die Bronzemedaille hinter den Chinesinnen Li Ling und Ren Mengqian. Daraufhin siegte sie bei den Südostasienspielen in Naypyidaw mit neuem Spiele- und Landesrekord von 4,21 m. 2014 erreichte sie bei den Asienspielen im südkoreanischen Incheon mit 3,90 m Rang sechs.
2015 gewann sie bei den Südostasienspielen in Singapur mit erneut 4,10 m die Goldmedaille und schied bei der Sommer-Universiade in Gwangju mit 3,85 m erneut in der Qualifikation aus. 2017 gewann sie bei den Asienmeisterschaften in Bhubaneswar erneut die Bronzemedaille mit übersprungenen 4,10 m hinter den Chinesinnen Chen Qiaoling und Li Ling. Anschließend siegte sie bei den Südostasienspielen in Kuala Lumpur mit derselben übersprungenen Höhe. 2018 nahm sie erneut an den Asienspielen in Jakarta teil und gewann dort mit neuem Landesrekord von 4,30 m die Silbermedaille hinter der Chinesin Li Ling. 2019 gewann sie dann bei den Südostasienspielen in Capas mit 4,10 m die Silbermedaille hinter der Philippinerin Natalie Uy. 2023 belegte sie bei den Südostasienspielen in Phnom Penh mit 3,95 m den fünften Platz und anschließend gewann sie bei den Asienmeisterschaften in Bangkok mit 4,10 m die Bronzemedaille hinter den Chinesinnen Li Ling und Niu Chunge. Im Oktober belegte sie bei den Asienspielen in Hangzhou mit 4,20 m den vierten Platz. Im Jahr darauf gelangte sie bei den Hallenasienmeisterschaften in Teheran mit 3,60 m auf den sechsten Platz. 2025 brachte sie bei den Asienmeisterschaften in Gumi keinen gültigen Versuch zustande und blieb somit ohne Höhe.
In den Jahren 2012, 2014 und 2016 und 2024 wurde sie thailändische Meisterin im Stabhochsprung. Sie absolvierte ein Studium an der Universität Bangkok.

## Persönliche Bestleistungen
- Hochsprung: 1,73 m 17. Dezember 2012 in Vientiane
- Stabhochsprung: 4,30 m, 28. August 2018 in Jakarta (thailändischer Rekord)